# Чрезвычайное правительство Республики Индонезии
Чрезвычайное правительство Республики Индонезии (ЧПРИ; индон. Pemerintahan Darurat Republik Indonesia, PRRI) — правительство в изгнании, созданное сторонниками Республики Индонезии в ходе Войны за независимость, в условиях оккупации большей части страны голландскими войсками. Существовало в 1948—1949 годах и размещалось в городе Букиттинги. Главой ЧПРИ был Шафруддин Правиранегара..

## История
В 1948 году, после начала масштабного голландского наступления, президент Индонезии Сукарно принял решение о формировании чрезвычайного правительства на случай своего пленения. Для этого он выдал мандат на формирование правительства Шафруддину Правиранегара, занимавшему в это время пост министра социального обеспечения; в целях безопасности, Правиранегара был направлен в тыловой город Букиттинги на Суматре. В декабре 1948 года голландцами была захвачена Джокьякарта — временная столица Индонезии, и взят в плен Сукарно. 19 декабря 1948 года Правиранегара сформировал ЧПРИ, которое немедленно провозгласило себя единственным законным органом власти в Индонезии. ЧПРИ сохраняло свои полномочия до заключения соглашений Рума — ван Ройена, по которым голландцы должны были вывести войска с оккупированных территорий и освободить Сукарно. 13 июля 1949 года Правиранегара распустил ЧПРИ, вновь передав власть Сукарно.

## Состав правительства
Беспартийный
 Машуми
 Национальная партия Индонезии
 Нахдатул Улама
 Католическая партия
| Должность                                                          | Фото | Имя                                  | Вступил в должность  | Покинул должность  |
| ------------------------------------------------------------------ | ---- | ------------------------------------ | -------------------- | ------------------ |
| Глава правительства                                                |      |                                      |                      |                    |
| Глава Чрезвычайного правительства Республики Индонезии             |      | Шафруддин Правиранегара              | 19 декабря 1948 года | 13 июля 1949 года  |
| Заместители главы правительства                                    |      |                                      |                      |                    |
| Заместитель главы Чрезвычайного правительства Республики Индонезии |      | Теуку Мухаммад Хасан                 | 19 декабря 1948 года | 31 марта 1949 года |
| Заместитель главы Чрезвычайного правительства Республики Индонезии |      | Сусанто Тиртопроджо                  | 31 марта 1949 года   | 13 июля 1949 года  |
| Министры                                                           |      |                                      |                      |                    |
| Министр внутренних дел                                             |      | Теуку Мухаммад Хасан                 | 19 декабря 1948 года | 31 марта 1949 года |
| Министр внутренних дел                                             |      | Сукиман Вирьосанджойо                | 31 марта 1949 года   | 13 июля 1949 года  |
| Министр иностранных дел                                            |      | Шафруддин Правиранегара              | 19 декабря 1948 года | 31 марта 1949 года |
| Министр иностранных дел                                            |      | Александр Андрис Марамис             | 31 марта 1949 года   | 13 июля 1949 года  |
| Министр обороны                                                    |      | Шафруддин Правиранегара              | 19 декабря 1948 года | 13 июля 1949 года  |
| Министр юстиции                                                    |      | Лукман Хаким                         | 19 декабря 1948 года | 31 марта 1949 года |
| Министр юстиции                                                    |      | Сусанто Тиртопроджо                  | 31 марта 1949 года   | 13 июля 1949 года  |
| Министр финансов                                                   |      | Лукман Хаким                         | 19 декабря 1948 года | 13 июля 1949 года  |
| Министр информации                                                 |      | Шафруддин Правиранегара              | 19 декабря 1948 года | 13 июля 1949 года  |
| Министр образования и культуры                                     |      | Теуку Мухаммад Хасан                 | 19 декабря 1948 года | 13 июля 1949 года  |
| Министр труда и социального обеспечения                            |      | Сутан Мохаммад Рашид                 | 19 декабря 1948 года | 13 июля 1949 года  |
| Министр общественных работ                                         |      | Мананти Ситомпул                     | 19 декабря 1948 года | 13 июля 1949 года  |
| Министр по делам религии                                           |      | Теуку Мухаммад Хасан                 | 19 декабря 1948 года | 31 марта 1949 года |
| Министр по делам религии                                           |      | Машкур                               | 31 марта 1949 года   | 13 июля 1949 года  |
| Министр коммуникаций                                               |      | Индрачахья                           | 19 декабря 1948 года | 13 июля 1949 года  |
| Министр социального обеспечения                                    |      | Индрачахья                           | 19 декабря 1948 года | 31 марта 1949 года |
| Министр социального обеспечения                                    |      | Игнатиус Джозеф Касимо Хендровахьоно | 31 марта 1949 года   | 13 июля 1949 года  |
| Министр здравоохранения                                            |      | Мананти Ситомпул                     | 19 декабря 1948 года | 31 марта 1949 года |
| Министр здравоохранения                                            |      | Сукиман Вирьосанджойо                | 31 марта 1949 года   | 13 июля 1949 года  |
| Другие члены кабинета                                              |      |                                      |                      |                    |
| Секретарь кабинета                                                 |      | Марджоно Дануброто                   | 19 декабря 1948 года | 13 июля 1949 года  |
| Главнокомандующий Национальной армией Индонезии                    |      | Судирман                             |                      |                    |
| Командующий войсками на Яве                                        |      | Абдул Харис Насутион                 |                      |                    |